# Église presbytérienne unie du Brésil
L'Igreja Presbiteriana Unida do Brasil (IPU : Église presbytérienne unie du Brésil) est une église réformée brésilienne organisée le 10 septembre 1978 d'un schisme au sein de l'Église presbytérienne du Brésil. Elle compte actuellement 5000 membres environ, dans une cinquantaine de paroisses. Elle est affiliée au COE, au Clai, au Conic, à l'Aipral et à l'ARM.

## Historique
L'IPU nait en 1978, sous le nom de Fédération nationale des églises presbytériennes, du rassemblement de communautés particulièrement actives dans le domaine de l'action sociale, et alors que le Brésil est sous une dictature militaire.
Elle prend son nom actuel en 1983.